# Ectoedemia caradjai
Ectoedemia caradjai là một loài bướm đêm thuộc họ Nepticulidae. Nó được tìm thấy ở miền nam và central châu Âu, phía bắc đến Áo, miền nam Moravia in Cộng hòa Séc và Ukraina. Nó cũng được tìm thấy ở Moldova. It was first recorded from Devonshire in Đảo Anh năm 2004.
Sải cánh dài 4.2-5.3 mm đối với con đực và 5.2-5.8 mm đối với con cái.
Ấu trùng ăn Quercus coccifera, Quercus frainetto, Quercus macrolepis, Quercus petraea, Quercus pubescens, Quercus pyrenaica và Quercus robur. Chúng ăn lá nơi chúng làm tổ. 

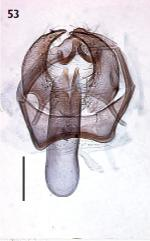
Male genitalia